# Itbayat
Itbayat è una municipalità di quinta classe delle Filippine, situata nella Provincia di Batanes, nella Regione della Valle di Cagayan.
Itbayat è formata da 5 baranggay:
- Raele
- San Rafael (Idiang)
- Santa Lucia (Kauhauhasan)
- Santa Maria (Marapuy)
- Santa Rosa (Kaynatuan)